# Buells Creek Reservoir
Buells Creek Reservoir är en reservoar i Kanada.   Den ligger i provinsen Ontario, i den sydöstra delen av landet, 90 km söder om huvudstaden Ottawa. Buells Creek Reservoir ligger 110 meter över havet.
Runt Buells Creek Reservoir är det glesbefolkat, med 9 invånare per kvadratkilometer.